# Oedosphenella
Oedosphenella is een geslacht van insecten uit de familie van de Boorvliegen (Tephritidae), die tot de orde tweevleugeligen (Diptera) behoort.

## Soort
- O. canariensis (Macquart, 1839)